# Syrisk-ortodoxa ärkestiftet i Skandinavien
Syrisk-ortodoxa ärkestiftet i Sverige och övriga Skandinavien är ett syrisk-ortodoxt ärkestift beläget i Sverige, bildat 1986 som ett av syrisk-ortodoxa kyrkans totalt cirka 34 stift. 

## Historik

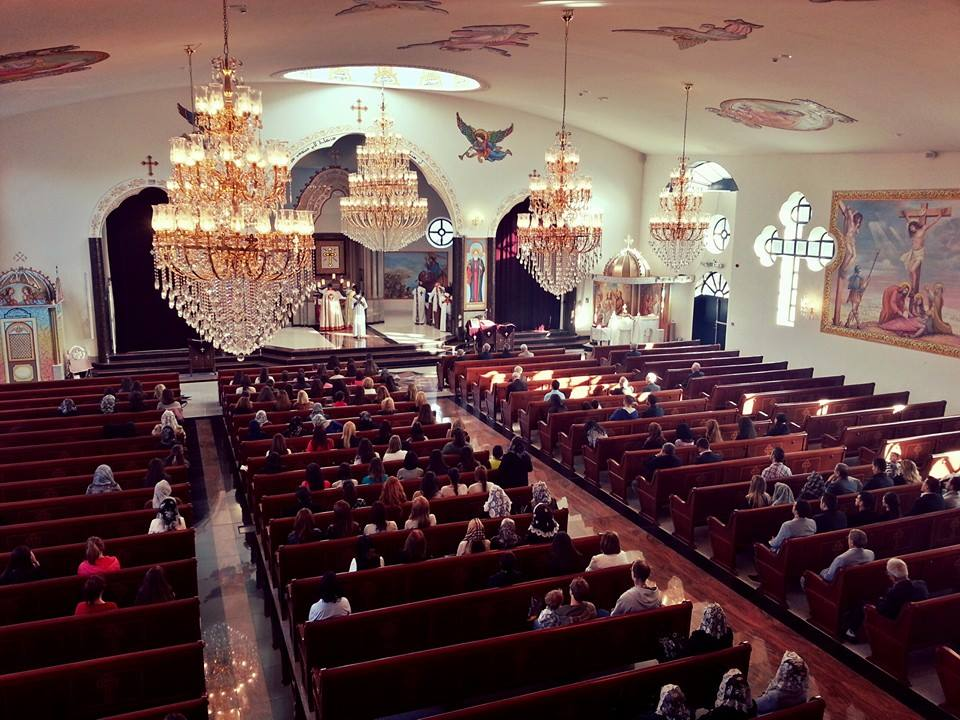
Interiör tillhörande Sankt Jacob av Nsibin syrisk-ortodoxa katedral i Södertälje.

### Bakgrund
1977 bildade syrisk-ortodoxa kyrkan ett ärkestift för Skandinavien och England under förste ärkebiskop Timotheos Afrem Aboodi. När han år 1986 lämnade Södertälje, omvandlades Skandinavien till ett eget stift.

### Syrisk-ortodoxa ärkestiftet i Sverige och övriga Skandinavien
Ärkebiskop är sedan bildandet 1986 Julius Abdulahad Gallo Shabo. Domkyrka är Sankt Jacob av Nsibin syrisk-ortodoxa katedral i stadsdelen Hovsjö i Södertälje. Katedralen är invigd i maj 2009. Den rymmer cirka 850 personer i kyrksalen, 600 i festlokalen och ytterligare några hundra på övervåningarna, och är därmed Europas största syrisk-ortodoxa katedral. Även i Danmark, Norge och Finland finns grupper av syrisk-ortodoxa kristna.

### Uppdelning i två stift
År 1994 lämnade en rad församlingar ärkestiftet och bildade ett separat stift i Södertälje, det Patriarkaliska ställföreträdarskapet för Syrisk-ortodoxa kyrkan i Sverige. Båda stiften lyder dock under samma patriark och är därmed en del av den världsvida Syrisk ortodoxa kyrkan.

## Sverige
Sammanlagt finns 24 församlingar som tillhör ärkestiftet i södra och mellersta delarna av Sverige.
I Sverige har merparten av stiftets församlingar egna kyrkor, bland andra Sankt Jacob av Nsibin Syrisk Ortodoxa Katedral i Södertälje, Sankt Georgis i Norsborg Sankt Petrus i Hallonbergen i Sundbyberg, Sankt Malke i Bergsjön i Göteborg, St. Gabriel i Västra Frölunda i Göteborg, Sankt Aho i Örebro. Dessutom finns församlingar och grupper på en rad andra platser i Sverige.

### Ungdomsorganisation
År 2002 bildades ärkestiftets ungdomsorganisation, Ungdomsinitiativet inom det syrisk-ortodoxa ärkestiftet av Sverige och övriga Skandinavien. UI, som organisationen förkortat kallas, består av 16 lokalföreningar och har sammanlagt 3 200 medlemmar. UI arbetar för att ärkestiftets ungdomar ska fördjupa sin kunskap i kristen ortodox tradition och liv genom läger, föreläsningar, seminarier, resor och liknande.